# Stomatite
 Mise en garde médicale
Une stomatite est une inflammation de la muqueuse buccale. Elle peut être provoquée par une infection ou induite par certains médicaments ou une radiothérapie.
Il en existe de plusieurs types :
- les stomatites mycosiques[1] :
  - les stomatites candidosiques aigües : elles sont causées par un champignon. Exemple : le muguet buccal, fréquent chez le nourrisson. Un érythème induit une langue dépapillée et vernissée, les muqueuses jugales et vélo-palatines sont sèches. Par la suite, apparaît un enduit blanchâtre, adhérent à la muqueuse, confluant en des pseudo-membranes se détachant au raclage. Les étiologies sont pour l'essentiel les états d'immuno-suppression ainsi que la prise prolongée de corticoïdes en inhalation ou d'antibiotiques,
  - les stomatites candidosiques chroniques : 
    - la perlèche, avec un érythème sec, érosif, au niveau des commissures labiales,
    - la glossite losangique médiane, avec un dépapillement du dos de la langue en avant du V lingual,
    - le granulome monoliasique bourgeon pseudo-tumoral sur la joue ou la langue ;
- les stomatites à Herpes viridae :
  - les stomatites à HSV : 
    - une gingivo-stomatite aigüe peut signer une primo-infection à HSV-1. Une éruption vésiculeuse évolue vers des érosions confluentes, l'atteinte cutanée peut s'accompagner d'une fièvre, de douleurs gingivales voire pharyngées. Les récurrences prennent la forme classique du « bouton de fièvre labial », mais parfois les localisations sont narinaires, jugales, ou intra-buccales ;

  - les stomatites à EBV réalisent la leucoplasie chevelue de la langue et sont essentiellement rencontrées en cas d'immuno-suppression, en particulier en cas de VIH,
  - les stomatites à CMV réalisent un tableau d'ulcération à multiples, douloureuses, à l'emporte-pièce, et sont essentiellement rencontrées en cas d'immuno-suppression, en particulier en cas de VIH,
  - les stomatites à VZV : une éruption vésiculeuse évolue vers des érosions confluentes. Dans le cas d'un zona, une stomatite est possible, essentiellement chez le patient immuno-compromis, avec une atteinte correspondant à une atteinte du nerf V (V2 et V3),
  - les stomatites à HHV-8. HHV-8 est. Palais et gencive supérieure sont envahis par un érythème rouge violacée, indolore, qui évolue vers des lésions nodulaires, tumorales ;
- les stomatites à coxsackie, liées à coxsackie A16, avec une atteinte vésiculeuse buccale, de la pulpe des doigts, des orteils, des faces latérales des paumes des mains et des plantes des pieds ;
- les stomatites à HPV, rares, réalisent de multiples papillomes de la muqueuse buccale ;

- les stomatites médicamenteuses : à la suite du méthotrexate par exemple ;

- les stomatites radiques : complication d'une radiothérapie, instaurée dans la prise en charge thérapeutique d'un cancer des voies aéro-digestives supérieures par exemple[2].

Le traitement des stomatites associe : 
- un traitement symptomatique : au moyen de bains de bouche antiseptiques, des solutions tampons d'eau bicarbonatée, des antalgiques par voie générale, avec le support d'une alimentation mixée, froide ;
- un traitement des facteurs favorisants : bonne hygiène buccale, suppression de l'alcool, du tabac… ;
- un traitement de la cause : anti-infectieux spécifique. Par exemple, dans le cas d'une stomatite candidosique, un anti-fongique local en bains de bouche (nystatine, amphotéricine B) chez le patient immuno-compétent et chez le patient immuno-compromis, le fluconazole per os peut être utilisé.